# Primo Higa
Primo Higa (* 11. März 1973 in Makira) ist ein ehemaliger salomonischer Mittelstreckenläufer.

## Karriere
Higa nahm an den Olympischen Sommerspielen 1996 in Atlanta und 2000 in Sydney teil.
Er trat jeweils im 3000 m Hindernislauf an, schied jedoch sowohl 1996 als auch 2000 in den Vorläufen aus.